# صادق بن قادة
صادق بن قادة ، ولد في 25 سبتمبر 1948 بوهران ( الجزائر ) عالم اجتماع ومؤرخ جزائري. شغل منصب رئيس المجلس الشعبي البلدي بوهران (عمدة) من 9 ديسمبر 2007 إلى 21 نوفمبر 2010.

## سيرة شخصية

### دراسات
ولد صادق بن قادة عام 1948 بوهران (الجزائر).التحق منذ صغره بمدرسة الفلاح في الحي الشعبي المدينة الجديدة. واصل دراسته الابتدائية والثانوية في مدرسة لويس لوميير الابتدائية (علي بومينجل الحالية) ومدرسة لاموريسيير الثانوية (ملحق غامبيتا) (حمو بوتليليس الحالية).
في عام 1973 حصل على إجازة في علم الاجتماع من كلية الآداب والعلوم الإنسانية بجامعة وهران.
أدى خدمته الوطنية في الفترة ما بين تشرين الثاني (نوفمبر) 1974 ومارس (آذار) 1977 ، وتم تكليفه أولاً بمدرسة تدريب ضباط الاحتياط في البليدة ، ثم رئيساً للديوان بولاية سيدي بلعباس لمدة ثلاثة أشهر. قضى بعدها معظم فترة خدمته الوطنية كأمبن عام لبلدية سيدي بلعباس ، بين يوليو 1975 ومارس 1977
في عام 1988 ، حصل على دبلوم الدراسات المتعمقة (DEA) في علم الاجتماع الحضري ، عن الفضاء الحضري والبنى الاجتماعية في وهران من 1792 إلى 1831.
في عام 1990 ، حصل على دبلوم متخصص بعد التخرج (DPGS) ، في الخصائص الاجتماعية والديموغرافية والتنقل الجغرافي للقوى العاملة المؤقتة. : حالة شركة تسييرالمنطقة الصناعية في أرزيو (EGZIA) 1986-1989.
في عام 2002 دافع عن أطروحة الماجستير عن التخطيط الحضري وسياسات إعادة التوطين في وهران (1831-1891) : نموذج للحداثة الحضرية الاستعمارية.
في عام 2008 ، خلال فترة ترأسه للمجلس الشعبي البلدي بوهران ، دافع عن أطروحة الدكتوراه في علم الاجتماع الحضري " وهران 1732-1912 مقال تحليلي حول الانتقال التاريخي لمدينة جزائرية نحو الحداثة الحضرية. "
بدأ حياته المهنية في عام 1973 كمدير تنفيذي في شركة النفط والغاز الجزائرية سوناطراك (المنطقة الصناعية في أرزيو). بعد إعادة تنظيم SONATRACH ، التي بدأت في عام 1980 ، شغل عدة مناصب ذات مسؤولية داخل الشركة لإدارة المنطقة الصناعية في أرزيو (EGZIA) ، وهي شركة تابعة لمجموعة SONATRACH ، حتى تقاعده. في عام 2006 . في نفس الوقت الذي كان يعمل فيه كمدير مشروع في EGZIA ، قام بتطوير مشروع بحث حول تاريخ شركات النفط في الجزائر ، ولا سيما سوناطراك.